# Suchý Důl
Suchý Důl là một làng thuộc huyện Náchod, vùng Královéhradecký, Cộng hòa Séc.